# Ноздрьов
Ноздрьов - персонаж поеми М. В. Гоголя «Мертві душі»; поміщик, з яким Павло Іванович Чичиков веде торги з приводу скуповування душ померлих селян-кріпаків. До образу Ноздрьова зверталися художники Олександр Агін, Петро Боклевський, Володимир Маковський, та інші. У екранізаціях роль поміщика грали Віталій Шаповалов, Олександр Абдулов та інші актори.